# Azawad zászlaja
A tuaregek rövidéletű, 2012-ben de facto függetlenséget elérő szakadár proto-állama, Azawad zászlaja. 2012 április 6. óta Azawad nemzeti jelképe.
A zászló a pán-afrikai színeket viseli. Vízszintesen zöld, piros és fekete sávokból áll, baloldalán sárga háromszöggel.
A sárga háromszög a Szahara sivatagot, a fekete csík a Tuareg nép viharos történelmét, a piros csík a mártírok vérét, a zöld csík pedig a Szahara, illetve a Száhel-övezetben található kevés növényzetet jelképezi.